# Babemba Traoré
Babemba Traoré, talora scritto anche Ba Bemba (1855 – Sikasso, 1º maggio 1898), è stato il quinto ed ultimo re di Kenedugu.

## Biografia
Figlio di Mansa Daoula Traoré, fondatore del regno di Kenedugu, Babemba divenne re nel 1893, alla morte del fratello Tiéba Traoré. Riuscì a espandere il regno negli attuali Burkina Faso e Costa d'Avorio, anche grazie agli iniziali buoni rapporti con la Francia.
Nel 1898, tuttavia, Babemba sospese il pagamento dei tributi alla Francia e decise di espellere l'ambasciatore francese, dopo che quest'ultimo aveva richiesto di stanziare nella capitale una guarnigione. L'esercito francese rispose mettendo l'assedio alla capitale Sikasso il 15 aprile 1898. La città cadde il successivo 1º maggio, e la presa della città segnò la fine del regno.
Babemba, per non cadere in mani europee, si suicidò.
A lui è dedicato lo stadio Babemba Traoré di Sikasso.